# 戈讷维尔-勒泰伊
戈讷维尔-勒泰伊（法語：Gonneville-le-Theil，法語發音：[ɡɔnvil lə tɛj]）是法国芒什省的一个市镇，属于瑟堡区。该市镇于2016年由原市镇戈讷维尔和勒泰伊合并而成。

## 地理
戈讷维尔-勒泰伊（49°38'21"N, 1°27'51"W）面积29.17 平方千米，位于法国诺曼底大区芒什省，该省份为法国西北部沿海省份，西、北、东北三面环大西洋，东起顺时针与卡爾瓦多斯省、奧恩省、马耶讷省和伊勒-维莱讷省接壤。
与戈讷维尔-勒泰伊接壤的市镇（或旧市镇、城区）包括：布雷特维尔、布里勒瓦、卡讷维尔、迪戈维尔、滨海莫佩尔蒂、勒梅尼勒欧瓦勒、泰维尔、特尔泰维尔博卡日、索斯梅尼勒、蒙泰居拉布里塞特。
戈讷维尔-勒泰伊的时区为UTC+01:00、UTC+02:00（夏令时）。

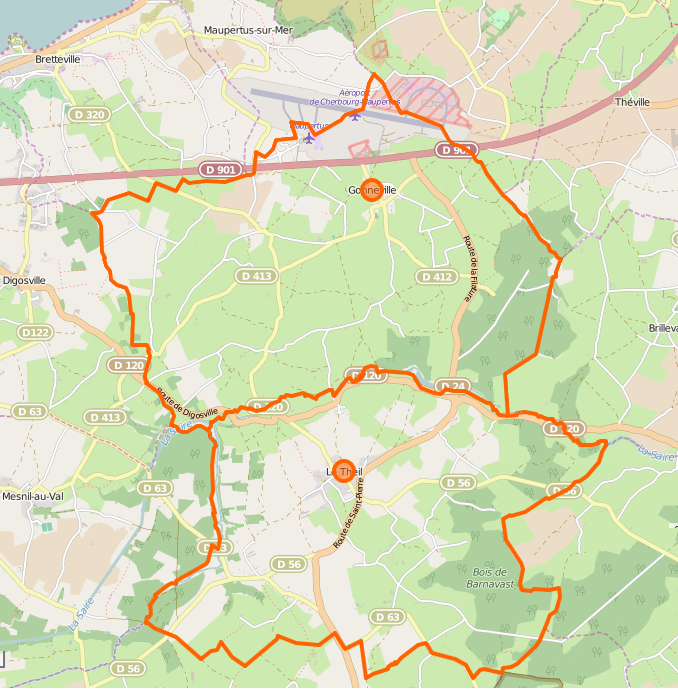
戈讷维尔-勒泰伊的OSM定位图

## 行政
戈讷维尔-勒泰伊的邮政编码为50330，INSEE市镇编码为50209。

## 政治
戈讷维尔-勒泰伊所属的省级选区为赛尔河谷县。

## 人口
戈讷维尔-勒泰伊于2022年1月1日时的人口数量为1504人。